# Escudo de Sajonia
El escudo de armas de Sajonia muestra un campo partido nueve veces de franjas horizontales sable/negro y oro/amarillo, cargado con una verde ruda en curva - según el espectador recorriendo de arriba a la izquierda a abajo a la derecha. Aunque el crancelín a veces es representado flexionado (doblado) como una corona, esto se debe a una licencia artística. El escudo de armas también se muestra en la bandera del estado de Sajonia.

## Historia
El escudo de franjas de sable y oro, con un crancelín verde se deduce de los condes sajones de Ballenstedt (en la presente Sajonia-Anhalt), ancestros de la ducal Casa de Ascania. El margrave ascanio Alberto el Oso alcanzó el título ducal sajón en 1138; cuando su sucesor de la Casa de Welf Enrique el León fue depuesto por el emperador Federico Barbarroja en 1180, el hijo de Alberto, Bernardo, recibió los restantes territorios sajones en torno a Wittenberg y Lauenburg.
Desde cerca de 1260 el Ducado de Sajonia-Wittenberg emergió bajo el duque ascanio Alberto II, quien adoptó la tradición del ducado raíz sajón y especialmente tomó el control sobre la dignidad electoral, en contra de la fiera protesta de sus primos ascanios de Sajonia-Lauenburgo pero confirmado en la Bula de Oro de 1356. El escudo de Sajonia-Wittenberg negro y dorado ya mostraba el crancelín gótico, probablemente simbolizando la renuncia a las tierras de Lauenburgo. Como los Electores de Sajonia ascanios también sostenían el alto cargo de Arco-Mariscal del Sacro Imperio Romano Germánico, añadieron la insignia dos espadas de gules sobre un campo partido de sable y argén (las posteriores espadas de Meissen) a su escudo de armas. Cuando la línea se extinguió en 1422, las armas y la dignidad electoral fueron adoptadas por el margrave Federico IV de Meissen de la Casa de Wettin.
Cuando durante en la Reunificación alemana el Estado Libre de Sajonia fue restablecido, el escudo de armas fue formalmente confirmado en 1991.

El Landtag de Sajonia, parlamento del Estado, ha aprobado el 25 de octubre de 1991 la siguiente ley:

§ 1
(1) El escudo de armas menor del Estado Libre de Sajonia muestra un escudo curvo de nueve franjas negras y de oro, con una corona-ruda verde en curva.
(2) En escudo de armas mayor del Estado Libre de Sajonia puede ser determinado por una ley especial.
Prof. Dr. Kurt Biedenkopf (Ministro Presidente), Steffen Heitmann (Ministro del Justicia del Estado Ley relativa al escudo de armas del Estado Libre de Sajonia de 18 de noviembre de 1991, (Ley y Boletín Oficial Sajoón de 1991, p. 383-385), Dresde, 18 de noviembre de 1991.

La Constitución del Estado Libre de Sajonia adoptada por el Landtag el 26 de mayo de 1992 afirma que la bandera del país muestra un campo partido de nueve franjas de oro y negras con un crancelín diagonal verde.

## Versiones previas
| |
| Caballo sajón negro, según la enseña del legendario Duque Widukind para la Antigua Sajonia (700-785) |

| |
| Caballo blanco de Widukind como enseña del Ducado de Sajonia, proclamado por la Casa de Welf desde 1361, adoptado por el Electorado de Hanóver |

|                                                                                             |
| Condes de Aschersleben (Ascharia), ancestros de la Casa de Ascania, desde sobre el año 1000 |

|                                                                                 |
| Condes de Ballenstedt, ancestros de la Casa de Ascania, desde sobre el año 1000 |

|                                                    |
| León de Meissen de los margraves Wettin (965-1423) |

| |
| Águila Roja utilizada desde 1170 por el margrave ascanio Otón I de Brandeburgo, hijo de Alberto el Oso, probablemente derivado de una enseña de la familia hereditaria desde en torno del año 900 |

|                                           |
| Sajonia-Lauenburgo (1296-1803; 1814-1876) |

| |
| Electorado de Sajonia con ruda, la hierba de las mujeres hermosas, una cura milagrosa y protección contra el infortunio, y las enseñas del Mariscal Imperial (1356-1806) |

| |
| Federico III de Sajonia, 36º Gran Maestre de los Caballeros Teutónicos, gobernó sobre el bailiazgo tuetónico de Turingia (Hesse y Sajonia), el condado palatino sajón y Meissen (1498-1510) |

| |
| Escudo de armas real de la Mancomunidad Polaca-Lituana, gobernada en unión personal por los electores sajones Augusto II del Fuerte (1697-1706) y Federico Augusto II (1734-1763) |

|                                                                                         |
| Escudo de armas del Elector Federico Augusto II, Rey de Polonia, como vicario imperial. |

|                              |
| Reino de Sajonia (1806-1918) |

| |
| Escudo de armas del napoleónico Ducado de Varsovia (1807-1815), gobernado en unión personal por el rey Federico Augusto I de Sajonia |

|                                           |
| Provincia de Sajonia prusiana (1816-1944) |

|                                                                    |
| Rama de Sajonia-Coburgo y Branganza, Imperio de Brasil (1822-1889) |

|                                                 |
| Escudo de armas de Fernando II, rey de Portugal |

|                            |
| Sajonia-Weimar (1572-1809) |

|                                   |
| Sajonia-Coburgo-Gotha (1826-1920) |

|                                      |
| Sajonia-Gotha-Altenburgo (1680-1826) |

|                                                     |
| Ducado de Sajonia-Altenburgo (1602-1672; 1826-1918) |

|                               |
| Sajonia-Merseburg (1657-1738) |

|                                 |
| Sajonia-Weissenfels (1656-1746) |

|                                    |
| Sajonia-Hildburghausen (1680-1826) |

|                                               |
| Ducado de Sajonia-Weimar-Eisenach (1809-1920) |

| |
| Sajonia/ Sajonia-Jena (1672-1690) Sajonia-Eisenach (1596-1638; 1640-1644; 1662-1809)/ Ducado de Sajonia-Coburgo-Eisenach (1572-1596; 1633-1638)/ Ducado de Sajonia-Weimar (1572-1809)/ Ducado de Sajonia-Wittenberg (1296-1356) con las franjas negro-amarillas imperiales y la verde ruda, la hierba de las mujeres hermosas, una cura milagrosa y protección contra el infortunio (1150- actualidad) |

|                                                  |
| Ducado de Sajonia-Coburgo (1596-1633; 1680-1735) |

|                               |
| Sajonia-Meiningen (1680-1918) |

|         |
| Jorge V |

|                   |
| Príncipe de Gales |

|                                                  |
| Príncipe Arturo, Duque de Connaught y Strathearn |

|                                  |
| Princesa Beatriz del Reino Unido |

|                                           |
| Princesa Beatriz de Sajonia-Coburgo-Gotha |

|                                 |
| Princesa Alicia del Reino Unido |

|                                             |
| Princesa Alejandra de Sajonia-Coburgo-Gotha |

|                                                     |
| Alfredo, Príncipe Heredero de Sajonia-Coburgo-Gotha |

|                                           |
| Príncipe Alberto de Sajonia-Coburgo-Gotha |

|                        |
| Victoria Princesa Real |

|                                                      |
| Princesa Victoria Meliata de Sajonia-Coburgo y Gotha |

|                 |
| Rey Eduardo VII |

|                        |
| Princesa Maud de Gales |

|                             |
| Princesa María de Edinburgo |

|                      |
| Luisa, Princesa Real |

|                                   |
| Princesa Luisa, Duquesa de Argyll |

|                                    |
| Príncipe Leopoldo, Duque de Albany |

|                                |
| Princesa Elena del Reino Unido |

|                                   |
| Princesa Victoria del Reino Unido |

|                                                       |
| Príncipe Alberto Víctor, Duque de Clarence y Avondale |

|                                                                       |
| Princesa Beatriz de Sajonia-Coburgo y Gotha (como princesa británica) |

|                                  |
| Alfredo de Sajonia-Coburgo-Gotha |

|                                                            |
| Alfredo de Sajonia-Coburgo-Gotha (Como príncipe británico) |

|                               |
| Adelaida de Sajonia-Meiningen |

|                                 |
| Duque de Connaught y Strathearn |

|                            |
| Alberto, Príncipe Consorte |

|                         |
| María Amalia de Sajonia |

|                                |
| María Josefa Amalia de Sajonia |

| |
| Princesa Beatriz de Sajonia-Coburgo-Gotha (como Infanta Española por matrimonio y Duquesa Consorte de Galliera) |

| Liechtenstein |
| Liechtenstein |
|               |
| Liechtenstein |

|            |
| Respectant |

|                    |
| Mauricio de Nassau |

| Símbolo nazi correspondiente al actual Estado Libre de Sajonia |
| Gau de Sajonia (1933-1945), ningún escudo de armas real de Sajonia debido a que no era requerido por el gobierno (Mein Kampf de Hitler: "Los sajones están fuertemente bastardizados"... ...."Deberíamos utilizar las nuevas formas de nuestros símbolos para proteger el sentido de nuestro tiempo.") |
| |
| Gau de Sajonia (1933-1945), ningún escudo de armas real de Sajonia debido a que no era requerido por el gobierno (Mein Kampf de Hitler: "Los sajones están fuertemente bastardizados"... ...."Deberíamos utilizar las nuevas formas de nuestros símbolos para proteger el sentido de nuestro tiempo.") |